# 肥田政季
肥田 政季（ひだ まさすえ）は、室町時代の武将。

## 概要
出身は美濃国（現土岐市肥田町）で土岐肥田氏第7代、家紋は土岐桔梗。
土岐肥田氏は3代将軍足利義満より代々4番奉公衆を務め、8代将軍足利義政の下でも4番奉公衆を務める。
宝徳元年（1449年）、足利義政より偏諱を授かり、助太郎政季を名乗る。